# پورتر ۱۶۳۶
سیارک ۱۶۳۶ (به انگلیسی: 1636 Porter، نامگذاری:1950BH) هزار و ششصد و سی و ششمین سیارک کشف شده‌است که در ۲۳ ژانویه ۱۹۵۰ و در هایدلبرگ کشف شد.
قدر مطلق سیارک برابر ۱۳٫۱۰ است.